# 大した娘だよキミは
「大した娘だよキミは」（たいしたこだよきみは）は、ずうとるびの10枚目のシングル。
1976年9月20日に東芝EMI（現・ユニバーサルミュージック／EMI Records Japanレーベル）から発売された。

## 解説
- エレックレコードが倒産し、東芝EMI移籍後初のシングル。
- 今作の作詞は阿久悠。作曲は三木たかし。

## 収録曲
A面
- 大した娘だよキミは（リトルダーリン・スーパースター）（作詞：阿久悠、作曲：三木たかし）

B面
- うわさの二人（作詞：阿久悠、作曲：三木たかし）